# احد انجیری مطلق

احد انجیری مطلق فرزند حسین (متولد ۱۳۱۸ در مهاباد) نماینده دوره دوم مجلس شورای اسلامی از حوزه انتخابیه مهاباد بود.
تعداد آراء ۵۲٬۳۷۸ درصد آراء ۶۰٫۸۰ 